# Dickköpfe
Die Dickköpfe (Pachycephalidae), auch Dickkopfschnäpper genannt, bilden eine Familie in der Ordnung der Sperlingsvögel (Passeriformes). Dickköpfe sind in Australien, Tasmanien, Neuguinea, Neukaledonien, Indonesien, den Philippinen und im Süden von Vietnam, Kambodscha, Thailand, Myanmar, Bangladesch und Westbengalen, sowie auf den Inseln des tropischen, westlichen Pazifik von den Salomonen bis Tonga verbreitet.

## Merkmale
Dickköpfe sind kleine bis mittelgroße Vögel meist mit einem bräunlichen oder grauen Gefieder. Einige Arten zeigen jedoch auch ein kontrastreiches Gefieder mit schwarzen, weißen oder gelben Bereichen. Weibchen sind in der Regel weniger kontrastreich gefärbt. Der Kopf der Vögel ist relativ groß und rund, der Hals ist kurz und dick. Der Schnabel ist kräftig und kurz bis mittellang. Flügel und Schwanz sind mittellang, die Beine sind kurz, die Füße klein.

## Lebensraum und Lebensweise
Dickköpfe leben vor allem in Wäldern, in Australien auch in offenem Buschland. Sie ernähren sich vor allem von Insekten und anderen Wirbellosen, daneben von Früchten. Größere Arten (Gattung Colluricincla) auch erbeuten auch kleine Frösche oder Echsen. Colluricincla-Arten suchen ihre Nahrung vor allem auf dem Erdboden, Pachycephala-Arten fangen Insekten in der Luft oder suchen sie im Geäst. Die napfförmigen, aus Zweigen, Gräsern, Borke, Blätter und anderem feinen Material gebauten Nester werden in einer Astgabelung, am Boden, in Büschen oder Sträuchern oder auf einen Felssims angelegt. In die Nester werden zwei bis drei Eier gelegt. Bei den meisten bisher daraufhin untersuchten Arten beteiligen sich Weibchen und Männchen am Nestbau, Brut und Fütterung der Jungvögel. Die Brut dauert 15 bis 19 Tage und die Jungvögel verlassen das Nest nach 10 bis 12 Tagen. Danach werden sie noch über einen Zeitraum von bis zu zwei Monaten von den Eltern gefüttert.

## Gattungen und Arten (Auswahl)
Die Familie umfasst fünf Gattungen mit 64 Arten.
- Colluricincla (fünf Arten)

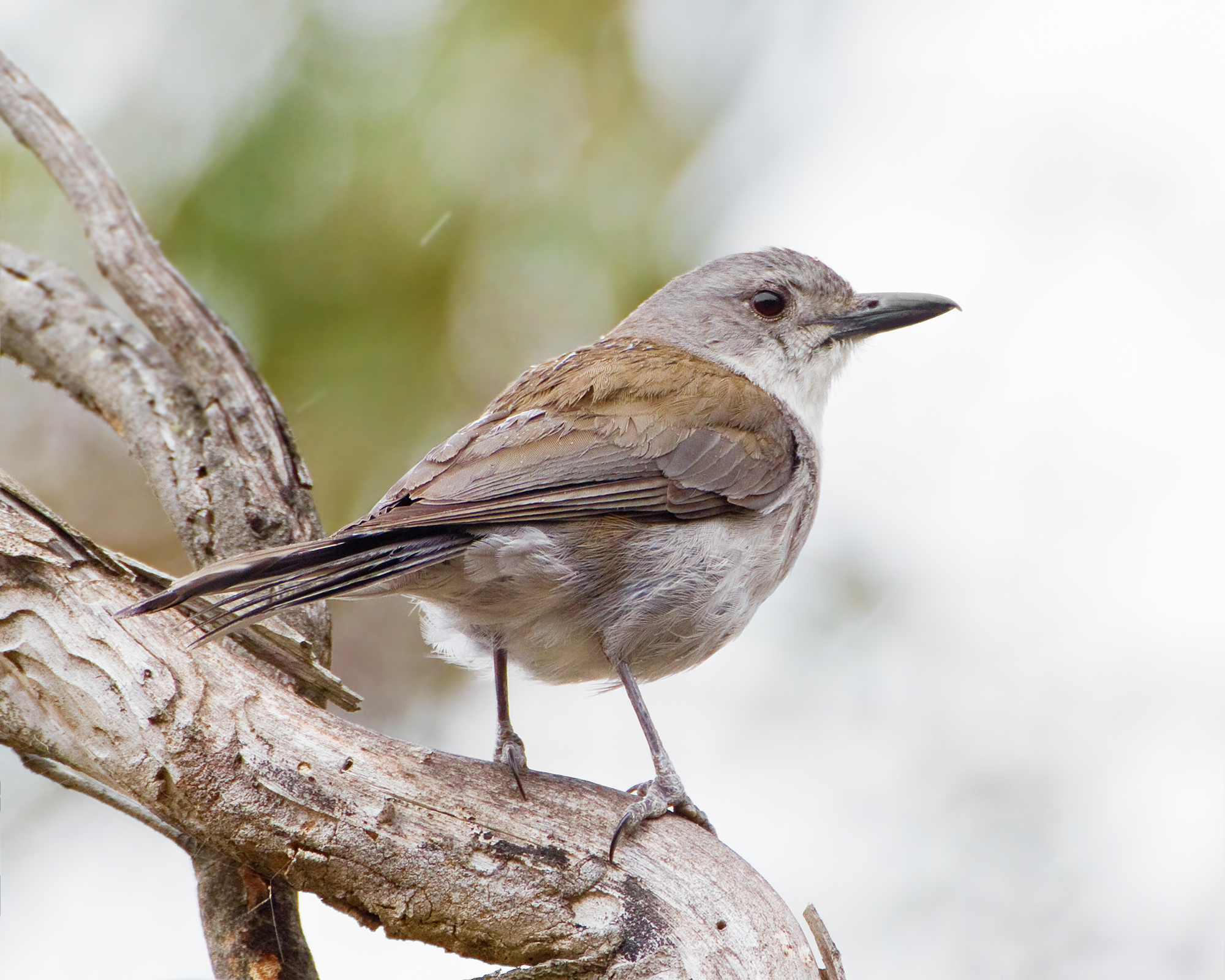
Graubrust-Dickkopf (Colluricincla harmonica)

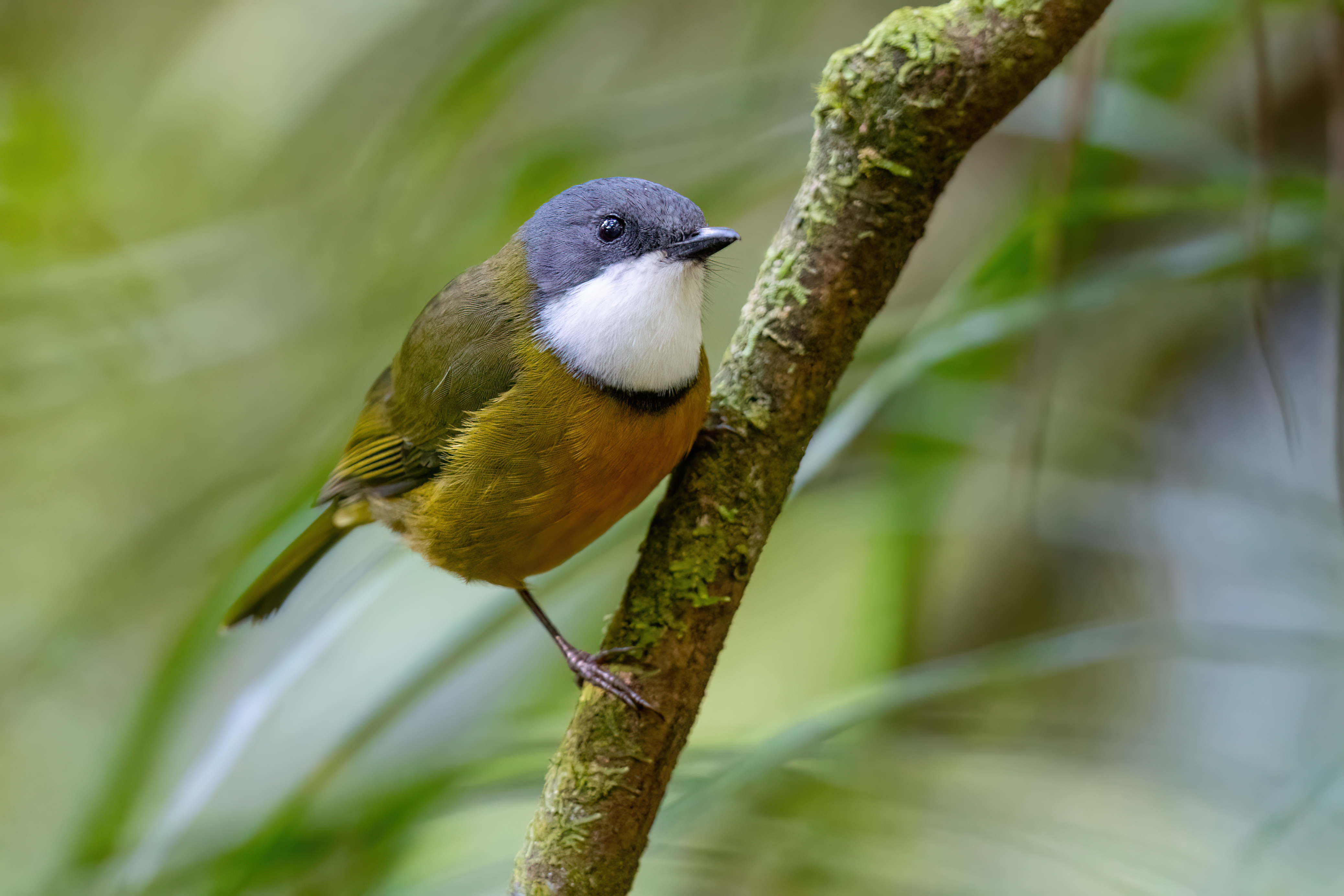
Ockerbauch-Dickkopf (Pachycephala caledonica)

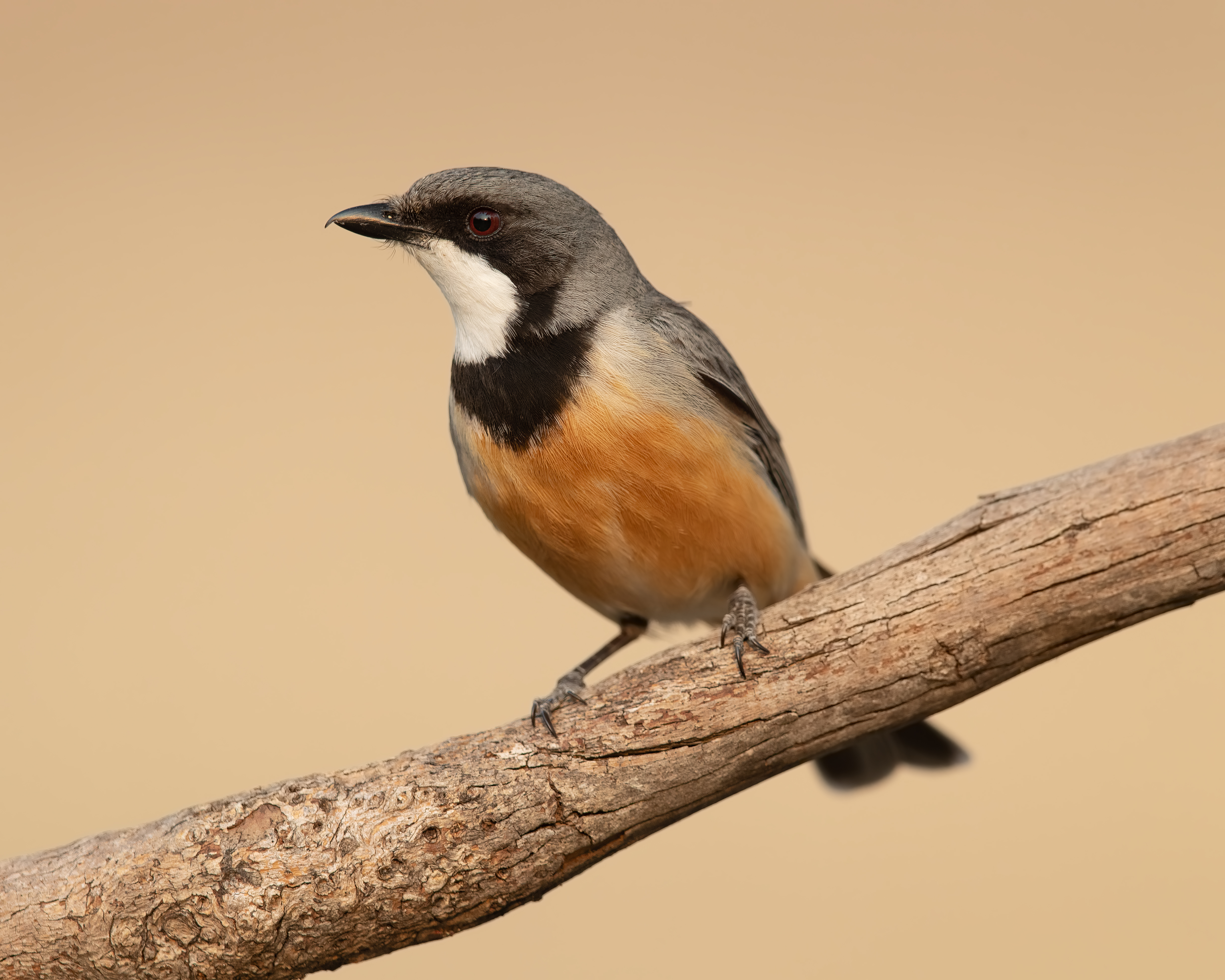
Schlichtmantel-Dickkopf (Pachycephala rufiventris), Männchen

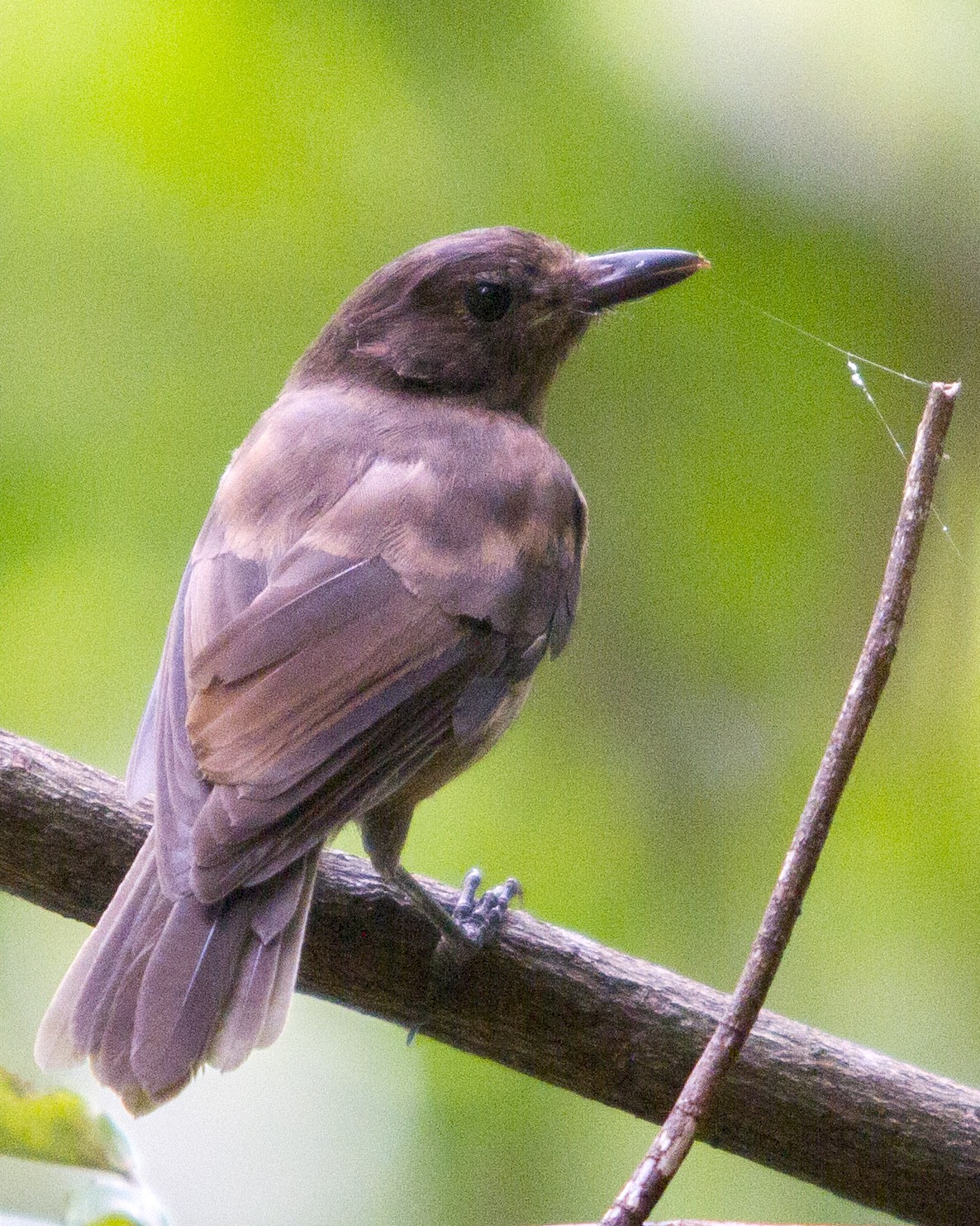
Singdickkopf (Pachycephala tenebrosa)

  - Graurücken-Dickkopf (Colluricincla boweri)
  - Graubrust-Dickkopf (Colluricincla harmonica)
  - Walddickkopf (Colluricincla megarhyncha)
  - Felsendickkopf (Colluricincla woodwardi)
  - Rußdickkopf (Colluricincla tenebrosa)
- Coracornis (zwei Arten)
  - Sangihedickkopf (Coracornis sanghirensis)
  - Rotrücken-Dickkopf (Coracornis raveni)
- Melanorectes (eine Art)
  - Schwarzdickkopf (Melanorectes nigrescens)
- Pachycephala (48 Arten)
  - Weißhals-Dickkopf (Pachycephala arctitorquis)
  - Gelbrücken-Dickkopf (Pachycephala aurea)
  - Ockerbauch-Dickkopf (Pachycephala caledonica)
  - Diadem-Dickkopf (Pachycephala flavifrons)
  - Molukken-Dickkopf (Pachycephala griseonota)
  - Schnäpper-Dickkopf (Pachycephala grisola)
  - Braunbrust-Dickkopf (Pachycephala homeyeri)
  - Rostbauch-Dickkopf (Pachycephala hyperythra)
  - Borneodickkopf (Pachycephala hypoxantha)
  - Olivbauch-Dickkopf (Pachycephala implicata)
  - Schwarzzügel-Dickkopf (Pachycephala inornata)
  - Weissbrust-Dickkopf (Pachycephala lanioides)
  - Weissbauch-Dickkopf (Pachycephala leucogastra)
  - Lorentzdickkopf (Pachycephala lorentzi)
  - Tongadickkopf (Pachycephala melanops)
  - Mangrove Dickkopf (Pachycephala melanura)
  - Braunohr-Dickkopf (Pachycephala meyeri)
  - Braunrücken-Dickkopf (Pachycephala modesta)
  - Aru-Dickkopf (Pachycephala monacha)
  - Nacktkehl-Dickkopf (Pachycephala nudigula)
  - Buchen-Dickkopf (Pachycephala olivacea)
  - Orpheusdickkopf (Pachycephala orpheus)
  - Gelbbauch-Dickkopf (Pachycephala pectoralis)
  - Küsten-Dickkopf (Pachycephala phaionota)
  - Philippinen-Dickkopf (Pachycephala philippinensis)
  - Palawan-Dickkopf (Pachycephala plateni)
  - Schlichtmantel-Dickkopf (Pachycephala rufiventris)
  - Rotzügel-Dickkopf (Pachycephala rufogularis)
  - Schlegel-Dickkopf (Pachycephala schlegelii)
  - Grau-Dickkopf (Pachycephala simplex)
  - Grünnacken-Dickkopf (Pachycephala soror)
  - Celebes-Dickkopf (Pachycephala sufuriventer)
  - Singdickkopf (Pachycephala tenebrosa)
- Pseudorectes (zwei Arten)
  - Weißaugen-Dickkopf (Pseudorectes ferrugineus)
  - Fleckenbrust-Dickkopf (Pseudorectes incertus)

## Belege
1. 1 2 3  David W. Winkler, Shawn M. Billerman, Irby J. Lovette: Bird Families of the World - An Invitation to the Spectacular Diversity of Birds. Lynx Edicions and the Cornell Lab of Ornithology, 2015, ISBN 978-84-941892-0-3, S. 353 u. 354.